# Ali Coşkun
Ali Coşkun (* 1939 in Başpınar, Kemaliye, Erzincan) ist ein türkischer Politiker der islamisch-konservativen AKP. Er war Handels- und Industrieminister der Türkei.
Er studierte Ingenieurwissenschaft an der Yıldız Teknik Üniversitesi. Coşkun war Präsident des türkischen Börsenverbands und Vizepräsident der Handelskammer der Islamischen Länder. Er ist Bezirksvorsitzender des dritten Istanbuler Wahlbezirks.
Im Kabinett Gül und im I. Erdoğan Kabinett war Coşkun Minister für Handel und Industrie.